# League1 Ontario
Die League1 Ontario (kurz L1O) ist eine semi-professionelle Herren-Fußballliga auf dem Gebiet der kanadischen Provinz Ontario. Die 2013 gegründete Liga wurde von der Canadian Soccer Association und der Ontario Soccer Association als dritte Liga im kanadischen Ligasystem akzeptiert. Sie steht damit auf einer Stufe mit der United Soccer League und der in Québec beheimateten Première Ligue de soccer du Québec.

## Geschichte
Am 13. November 2013 wurde die League1 Ontario durch die Ontario Soccer Association gegründet. Zweck sollte es sein kanadische Fußballspieler langfristig entwickeln und fördern zu können. Die Liga selbst wurde durch das Unternehmen DG Sports verwaltet, welche auch die Amateurliga Ontario Soccer League betreut. Es wurde im Vorfeld veröffentlicht, das ein Großteil der Spieler unter 23 Jahre sein sollen und aus der Jugendliga Ontario Premier Development League stammen. Am 8. April 2014 wurden die zehn Mannschaften der ersten Saison vorgestellt.
Am Ende der ersten Saison 2014 stand Toronto FC Academy als Gewinner der ersten Regular Season fest. Vaughan Azzurri konnte den Cup gewinnen.
Im November 2018 wurde angekündigt, dass die Liga von der Canadian Premier League gekauft wurde und diese nun als primäre Entwicklungsliga für das kanadische Oberhaus diesen soll. Bedingt durch die Covid-19-Pandemie kam es nicht zu einer Austragung einer Saison 2020 und die Saison 2021 wurde erst im Sommer statt dem Frühling gestartet.

## Modus

### Liga
Die Saison geht in der Regel von Mai bis Oktober eines Jahres. Jede Mannschaft absolviert 22 Spiele, aufgeteilt in je 11 Heim- und 11 Auswärtsspiele. Die Mannschaft mit der höchsten Punktzahl nach 22 Spieltagen ist Meister der Liga. Der Gewinner der Liga spielte danach von 2014 bis 2016 noch gegen den Meister der Première Ligue de soccer du Québec in einem Inter-Provincial Cup genannten Wettbewerb um den Titel der besten drittklassigen Mannschaft in Kanada. Seit der Saison 2018 spielen die Mannschaften jedoch in der Canadian Championship gegeneinander.
AB der Saison 2016 gab es durch die Vergrößerung der Liga zwei Conferences, die sich auf Ost und West aufteilten. Zur Saison 2018 wurde diese Aufteilung jedoch wieder zurückgenommen und die Mannschaften in eine umfassende Tabelle gesteckt, wo jedoch nur jede Mannschaft einmal gegen jede andere spielt. Am Ende spielen die vier bestplatzierten Mannschaften danach unter sich den Meister aus.
Ende Januar 2022 wurde angekündigt, dass die Liga komplett neu strukturiert werden soll. So soll ab der Saison 2024 die Liga in drei einzelne Spielklassen aufgeteilt werden (Premier, Championship und League2), welche untereinander ihre Mannschaften mit einem Aufstiegs- und Abstiegssystem untereinander verteilen. Der Meister der Premier League erhält weiterhin einen Platz in der Canadian Championship.

### Cup
Parallel zum Ligabetrieb lief vom Beginn der Liga bis zur Saison 2018 der sogenannte League1 Ontario Cup. Hier wurden die Mannschaften auf Gruppen aufgeteilt. Die jeweiligen Gruppensieger und Gruppenzweite spielten da im KO-Verfahren den Sieger des Pokals aus. Ab der Saison 2019 wurde die Austragung des Pokalwettbewerbs ausgesetzt. Zur Saison 2024 soll der Pokal nach der Umstrukturierung der Liga wieder stattfinden, diesmal mit Mannschaften aus allen drei Spielklassen.

## Regularien
Die Liga wurde mit einer Reihe von Regeln und Auflagen gegründet, um langfristig sicherzustellen, dass es hierbei primär um die Entwicklung von jungen Fußballspielern geht:
- Alle Mannschaften sind über ein Lizenzmodell spielberechtigt, welches jedes Jahr erneuert werden muss. Es gibt kein Franchise- oder Eigentümerverfahren, wie in anderen nordamerikanischen Ligen üblich.
- Es dürfen maximal drei nicht kanadische Spieler in einer Mannschaft sein.
- Der Kader umfasst 18 Spieler, von denen mindestens 8 Spieler unter 23 Jahren alt sind.
- In der jeweiligen Start-Elf müssen mindestens 4 Spieler unter 23 Jahren alt sein.
- Maximal darf 5-mal während eines Spiels ausgewechselt werden.

## Mannschaften

### Aktuelle
Mit Stand der Saison 2022 spielen derzeit 22 Mannschaften in der Liga, alle haben ihren Sitz im Süden der Provinz Ontario. Davon haben drei ihren Sitz in Toronto und jeweils zwei in Vaughan und zwei in Mississauga.
| Name                               | Ort                 | Spielort                                | Gegründet | Eintritt |
| ---------------------------------- | ------------------- | --------------------------------------- | --------- | -------- |
| Alliance United FC                 | Toronto-Scarborough | Centennial College Stadion              | 2017      | 2018     |
| Blue Devils FC                     | Oakville            | Sheridan College                        | 2015      | 2015     |
| Burlington SC                      | Burlington          | Haber Centre                            | 1962      | 2022     |
| BVB International Academy Waterloo | Waterloo            | University of Waterloo Warrior Field    | 1971      | 2021     |
| Darby FC                           | Whitby              | Whitby Soccer Centre                    | 2015      | 2018     |
| Electric City FC                   | Peterborough        | Fleming College Stadion                 | 2021      | 2022     |
| Guelph United FC                   | Guelph              | Alumni Stadium                          | 2020      | 2021     |
| Hamilton United                    | Hamilton            | Ron Joyce Stadium                       | 2013      | 2021     |
| FC London                          | London              | Portuguese Club of London               | 2008      | 2016     |
| Master's FA                        | Toronto-Scarborough | L'Amoreaux Park                         | 2009      | 2014     |
| North Mississauga SC               | Mississauga         | Churchill Meadows                       | 1982      | 2016     |
| North Toronto Nitros               | Toronto-North York  | Downsview Park                          | 1980      | 2016     |
| Pickering FC                       | Pickering           | Pickering Soccer Centre/Kinsmen Park    | 1984      | 2014     |
| ProStars FC                        | Brampton            | Victoria Park Stadium                   | 2013      | 2015     |
| Scrosoppi FC                       | Milton              | Bishop Reding Catholic Secondary School | 2020      | 2021     |
| Sigma FC                           | Mississauga         | Paramount Fine Foods Centre             | 2005      | 2014     |
| Simcoe County Rovers FC            | Barrie              | Georgian College, J.C Massie Field      | 2021      | 2022     |
| St. Catharines Roma Wolves         | St. Catharines      | Roma Park – Under Armour Field          | 1967      | 2021     |
| Unionville Milliken SC             | Markham-Unionville  | Bill Crothers                           | 1976      | 2018     |
| Vaughan Azzurri                    | Vaughan             | North Maple Regional Park               | 1982      | 2014     |
| Windsor TFC                        | Amherstburg         | Libro Centre                            | 2004      | 2014     |
| Woodbridge Strikers                | Vaughan-Woodbridge  | Vaughan Grove                           | 1976      | 2014     |

### Ehemalige
| Name                     | Ort             | Spielort                           | Erste Saison | Letzte Saison | Grund                                                         |
| ------------------------ | --------------- | ---------------------------------- | ------------ | ------------- | ------------------------------------------------------------- |
| 1812 FC Barrie           | Brampton        | Terry Fox Stadium                  | 2021         | 2021          | aufgelöst                                                     |
| ANB Futbol               | King            | The Country Day School             | 2014         | 2015          | aufgelöst                                                     |
| Aurora FC                | Aurora          | Stewart Burnett Park               | 2016         | 2020          | Übergabe von Spielrecht an Simcoe County Rovers FC            |
| Internacional de Toronto | Toronto         | Lamport Stadium                    | 2014         | 2014          | ausgeschlossen                                                |
| Kingston Clippers        | Kingston        | Queen’s University, Tindall Fields | 2014         | 2016          | aufgelöst                                                     |
| Ottawa South United      | Ottawa-Manotick | Quinn's Pointe                     | 2017         | 2019          | Wechsel in die Première Ligue de soccer du Québec             |
| Sanjaxx Lions            | Toronto         | Monarch Park Stadium               | 2015         | 2018          | aufgelöst                                                     |
| Toronto FC III           | Toronto         | Downsview Park                     | 2014         | 2018          | Wechsel in den Spielbetrieb der US Soccer Development Academy |
| Toronto Skillz FC        | Toronto         | Birchmount Stadium                 | 2016         | 2021          | Übergabe von Spielrecht an Electric City FC                   |

## Meisterschaften
| Saison | Meister                                               | Playoffs-Sieger                      | Cup-Sieger                           |
| ------ | ----------------------------------------------------- | ------------------------------------ | ------------------------------------ |
| 2014   | Toronto FC Academy                                    | -                                    | Vaughan Azzurri                      |
| 2015   | Oakville Blue Devils                                  | -                                    | Woodbridge Strikers                  |
| 2016   | FC London (West) Vaughan Azzurri (Ost)                | Vaughan Azzurri                      | Vaughan Azzurri                      |
| 2017   | Woodbridge Strikers (Ost) Oakville Blue Devils (West) | Oakville Blue Devils                 | Woodbridge Strikers                  |
| 2018   | FC London                                             | Vaughan Azzurri                      | Vaughan Azzurri                      |
| 2019   | Oakville Blue Devils                                  | Master's FA                          | -                                    |
| 2020   | keine Austragung (Covid-19-Pandemie)                  | keine Austragung (Covid-19-Pandemie) | keine Austragung (Covid-19-Pandemie) |
| 2021   | Vaughan Azzurri (Ost) Guelph United (West)            | Guelph United                        | -                                    |